# ليو هاله

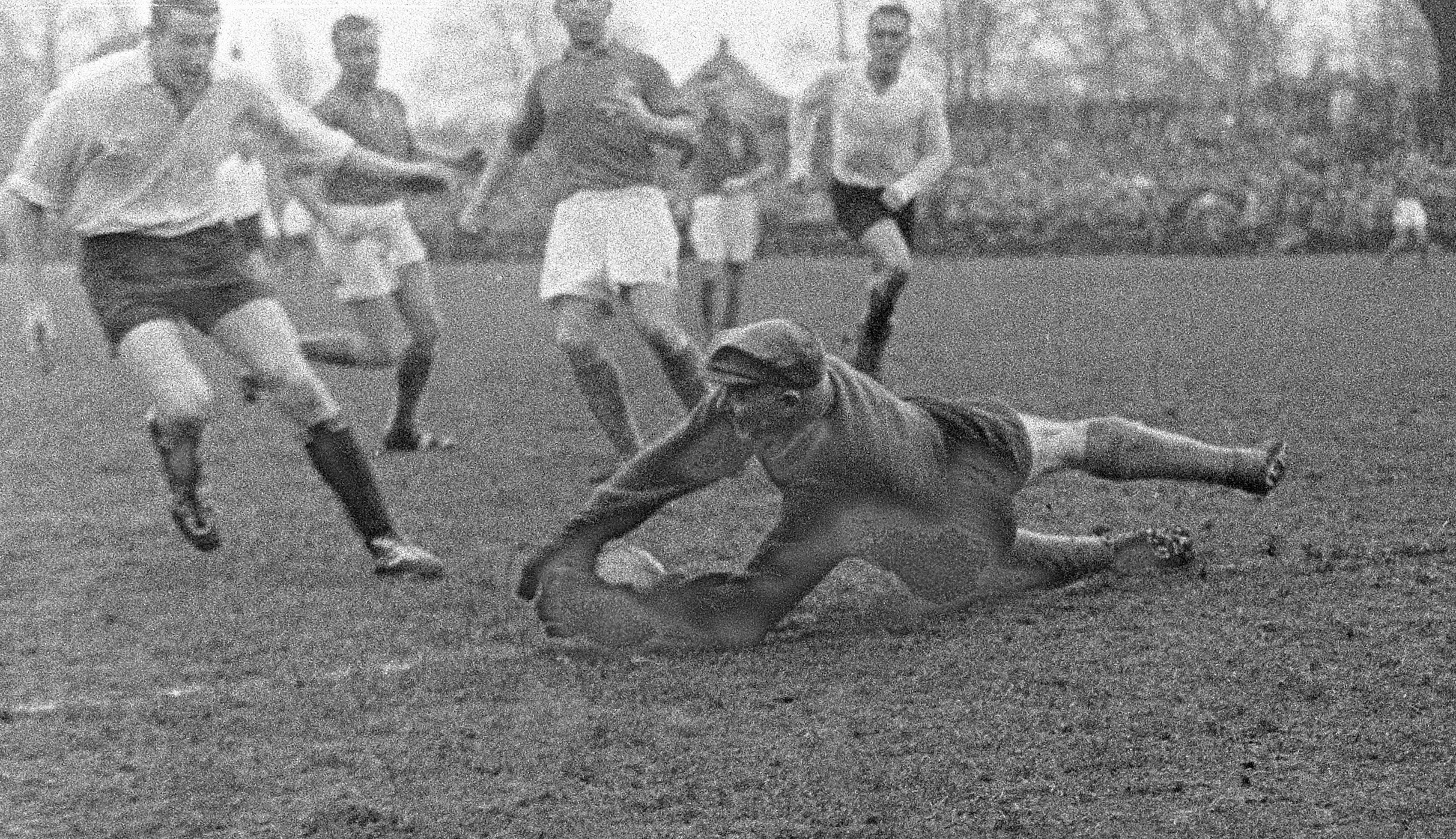

ليونارد هيرمان غيريت هاله (بالهولندية: Leo Halle)‏ (26 يناير 1906 - 15 يونيو 1992) لاعب كرة قدم هولندي راحل كان يجيد اللعب في خط حراسة المرمى.
لعب طوال مسيرته الرياضية في نادي غو أهيد إيغلز.
مثل منتخب هولندا في 15 مباراة (1928-1937). شارك مع منتخب هولندا في بطولة كأس العالم 1934 في إيطاليا حيث خرج من الدور الثمن النهائي.

## وصلات خارجية
- ليو هاله على موقع الاتحاد الدولي (مؤرشف)  (الإنجليزية)
- ليو هاله على موقع قاعدة بيانات كرة القدم.إي يو (الإنجليزية)
- ليو هاله على موقع ناشيونال فوتبول تيمز (الإنجليزية)
- ليو هاله على موقع Soccerway.com (الإنجليزية)
- ليو هاله على موقع عالم كرة القدم.نت (الإنجليزية)

- هذا سيرة ذاتية